# NIFL Premiership 2018/19
Die NIFL Premiership 2018/19 (auch Danske Bank Premiership nach dem Ligasponsor Danske Bank) war die elfte Spielzeit der höchsten nordirischen Fußballliga seit der Neuorganisation der Liga und die 118. Spielzeit insgesamt. Die Saison begann am 4. August 2018 und endete am 11. Mai 2019.
Titelverteidiger war der Crusaders FC.

## Modus
Zwölf Mannschaften spielten jeweils dreimal – davon mindestens einmal zuhause und einmal auswärts – an insgesamt 33 Spieltagen gegeneinander. Nach dieser Runde qualifizierten sich die sechs bestplatzierten Teams für die Meisterrunde, in der der Meister und die Startplätze für die Europacupplätze in einer einfachen Runde an fünf Spieltagen ausgespielt wurden. Der Meister nimmt an der Qualifikation zur Champions League, der Zweite und Dritte an der Europa League teil. Die Punkte und Tore aus der Vorrunde wurden mitgenommen.
Die Teams der Plätze sieben bis zwölf spielten in der Abstiegsrunde ebenfalls in fünf Spielen nochmals gegeneinander, um den Absteiger und Relegationsteilnehmer zu ermitteln. Der am Saisonende Siebte spielte mit den Vierten, Fünften und Sechsten im K.-o.-System den dritten Teilnehmer für die Europa-League aus.

## Mannschaften
| Verein           | Stadion                     | Stadt       | Kapazität |
| ---------------- | --------------------------- | ----------- | --------- |
| Ards FC          | Clandeboye Park (in Bangor) | Newtownards | 01.895    |
| Ballymena United | The Showgrounds             | Ballymena   | 03.050    |
| Cliftonville FC  | Solitude                    | Belfast     | 02.530    |
| Coleraine FC     | The Showgrounds             | Coleraine   | 02.496    |
| Crusaders FC     | Seaview                     | Belfast     | 03.383    |
| Dungannon Swifts | Stangmore Park              | Dungannon   | 05.000    |
| Glenavon FC      | Mourneview Park             | Lurgan      | 04.160    |
| Glentoran FC     | The Oval                    | Belfast     | 06.054    |
| Institute FC     | Brandywell Stadium          | Derry       | 07.700    |
| Linfield FC      | Windsor Park                | Belfast     | 18.167    |
| Newry City       | The Showgrounds             | Newry       | 07.949    |
| Warrenpoint Town | Milltown Stadium            | Warrenpoint | 01.280    |

## Vorrunde

### Tabelle
| Pl. | Verein           | Sp. | S  | U | N  | Tore    | Diff. | Punkte |
| --- | ---------------- | --- | -- | - | -- | ------- | ----- | ------ |
| 1.  | Linfield FC      | 33  | 24 | 5 | 4  | 070:210 | +49   | 77     |
| 2.  | Ballymena United | 33  | 21 | 5 | 7  | 074:420 | +32   | 68     |
| 3.  | Crusaders FC (M) | 33  | 20 | 4 | 9  | 065:440 | +21   | 64     |
| 4.  | Glenavon FC      | 33  | 17 | 9 | 7  | 060:400 | +20   | 60     |
| 5.  | Cliftonville FC  | 33  | 17 | 3 | 13 | 062:540 | +8    | 54     |
| 6.  | Coleraine FC (P) | 33  | 14 | 9 | 10 | 051:460 | +5    | 51     |
| 7.  | Glentoran FC     | 33  | 10 | 8 | 15 | 049:490 | ±0    | 38     |
| 8.  | Institute FC (N) | 33  | 11 | 5 | 17 | 045:650 | −20   | 38     |
| 9.  | Dungannon Swifts | 33  | 9  | 9 | 15 | 037:560 | −19   | 36     |
| 10. | Warrenpoint Town | 33  | 9  | 7 | 17 | 040:670 | −27   | 34     |
| 11. | Ards FC          | 33  | 4  | 7 | 22 | 027:580 | −31   | 19     |
| 12. | Newry City (N)   | 33  | 4  | 5 | 24 | 023:610 | −38   | 17     |

Platzierungskriterien: 1. Punkte – 2. Tordifferenz – 3. geschossene Tore

| (M) | amtierender nordirischer Meister             |
| (P) | amtierender nordirischer Pokalsieger         |
| (N) | Aufsteiger aus der NIFL Championship 2017/18 |

## Finalrunden

### Meisterplayoff
Die sechs bestplatzierten Teams des Grunddurchgangs traten je einmal gegeneinander an, um den Meister und die internationalen Startplätze auszuspielen. Die Punkte aus dem Grunddurchgang wurden dabei mitgenommen.

#### Tabelle
| Pl. | Verein           | Sp. | S  | U  | N  | Tore    | Diff. | Punkte |
| --- | ---------------- | --- | -- | -- | -- | ------- | ----- | ------ |
| 1.  | Linfield FC      | 38  | 26 | 7  | 5  | 077:270 | +50   | 85     |
| 2.  | Ballymena United | 38  | 23 | 6  | 9  | 080:500 | +30   | 75     |
| 3.  | Glenavon FC      | 38  | 20 | 10 | 8  | 074:460 | +28   | 70     |
| 4.  | Crusaders FC (M) | 38  | 21 | 5  | 12 | 071:520 | +19   | 68     |
| 5.  | Cliftonville FC  | 38  | 19 | 4  | 15 | 070:660 | +4    | 61     |
| 6.  | Coleraine FC (P) | 38  | 15 | 11 | 12 | 059:550 | +4    | 56     |

| (M) | amtierender nordirischer Meister     |
| (P) | amtierender nordirischer Pokalsieger |

### Abstiegsplayout
Die sechs schlechteren Teams des Grunddurchgangs traten je einmal gegeneinander an, um den Absteiger und den Relegationsteilnehmer zu bestimmen. Die Punkte aus dem Grunddurchgang wurden dabei mitgenommen.

#### Tabelle
| Pl. | Verein           | Sp. | S  | U  | N  | Tore    | Diff. | Punkte |
| --- | ---------------- | --- | -- | -- | -- | ------- | ----- | ------ |
| 7.  | Glentoran FC     | 38  | 13 | 10 | 15 | 058:530 | +5    | 49     |
| 8.  | Institute FC (N) | 38  | 13 | 5  | 20 | 050:720 | −22   | 44     |
| 9.  | Dungannon Swifts | 38  | 11 | 9  | 18 | 044:650 | −21   | 42     |
| 10. | Warrenpoint Town | 38  | 10 | 9  | 19 | 051:790 | −28   | 39     |
| 11. | Ards FC          | 38  | 6  | 9  | 23 | 031:630 | −32   | 27     |
| 12. | Newry City (N)   | 38  | 6  | 5  | 27 | 031:680 | −37   | 23     |

| (N) | Aufsteiger aus der NIFL Championship 2017/18 |

### Europa-League-Playoffs
Die Mannschaften auf den Plätzen 3, 5 und 6 der Meisterplayoffs sowie der Sieger der Abstiegsplayouts erreichten die Playoffs. Im K.-o.-System wurde ein Teilnehmer für die 1. Qualifikationsrunde zur UEFA Europa League 2019/20 ermittelt.
Runde 1
Die Spiele wurden am 7. Mai 2019 ausgetragen.
|                 | Ergebnis  |              |
| --------------- | --------- | ------------ |
| Glenavon FC     | 2:4       | Glentoran FC |
| Cliftonville FC | 5:3 n. V. | Coleraine FC |

Runde 2
Das Spiel wurde am 11. Mai 2019 auf dem Solitude (Belfast) ausgetragen.
|                 | Ergebnis  |              |
| --------------- | --------- | ------------ |
| Cliftonville FC | 2:0 n. V. | Glentoran FC |

### Relegation
Der Elftplatzierte Ards FC traf auf den Sieger des Play-offs zwischen der Zweit- und Drittplatzierten der NIFL Championship 2018/19.
Runde 1
Das Spiel wurde am 30. April 2019 ausgetragen.
|                    | Ergebnis |              |
| ------------------ | -------- | ------------ |
| Carrick Rangers FC | 2:0      | Portadown FC |

Runde 2
Die Spiele wurden am 3. und 6. Mai 2019 ausgetragen.
|                    | Gesamt |         | Hinspiel | Rückspiel |
| ------------------ | ------ | ------- | -------- | --------- |
| Carrick Rangers FC | 3:1    | Ards FC | 1:0      | 2:1       |